# Seregélyes (Románia)
Seregélyes (románul: Sărădiș) falu Romániában, Kolozs megyében.

## Lakossága
Mivel korábban Rőd része volt, így adatok csak 1910-től állnak rendelkezésre. Ekkor 239 fő lakta a települést, ebből 233 fő volt román és csupán 6 fő magyar. 1992-ben kevesebb mint a felére esett a népesség, és a falu mind a 102 lakosa román ajkú lett. 
1910-ben 26 fő ortodox, 207 fő görögkatolikus, 3 fő római katolikus és 3 fő református vallású. 1992-ben mind a 102 lélek ortodox hitű volt.

## Története
1888-ban Seregélyes major néven Rőd részeként szerepelt.
A falu a trianoni békeszerződésig Kolozs vármegye Kolozsvári járásához tartozott. 1956-ig Rőd része volt.